# Campionati del mondo di atletica leggera 2022 - 400 metri piani femminili
La specialità dei 400 metri piani femminili dei campionati del mondo di atletica leggera 2022 si è svolta tra il 17 e il 22 luglio all'Hayward Field di Eugene, negli Stati Uniti d'America.

## Podio
| Pos.    | Atleta              | Nazionalità     | Tempo |
| ------- | ------------------- | --------------- | ----- |
| Oro     | Shaunae Miller-Uibo | Bahamas         | 49"11 |
| Argento | Marileidy Paulino   | Rep. Dominicana | 49"60 |
| Bronzo  | Sada Williams       | Barbados        | 49"75 |

## Situazione pre-gara

### Record
Prima di questa competizione, il record del mondo (RM) e il record dei campionati (RC) erano i seguenti.
| Record                | Prestazione | Atleta                               | Data                               | Competizione  |
| --------------------- | ----------- | ------------------------------------ | ---------------------------------- | ------------- |
| Record mondiale       | 47"60       | Marita Koch Germania Est             | 6 ottobre 1985 Canberra, Australia |               |
| Record dei campionati | 47"99       | Jarmila Kratochvílová Cecoslovacchia | 10 agosto 1983 Helsinki, Finlandia | Mondiali 1983 |

### Campioni in carica
I campioni in carica a livello mondiale e olimpico erano:
| Campione | Atleta                      | Prestazione | Data                          | Competizione         |
| -------- | --------------------------- | ----------- | ----------------------------- | -------------------- |
| Olimpico | Shaunae Miller-Uibo Bahamas | 48"36       | 6 agosto 2021 Tokyo, Giappone | Giochi olimpici 2021 |
| Mondiale | Salwa Eid Naser Bahrein     | 48"14       | 3 ottobre 2019 Doha, Qatar    | Mondiali 2019        |

### La stagione
Prima di questa gara, gli atleti con le migliori tre prestazioni dell'anno erano:
| Pos. | Atleta                            | Prestazione | Data                                              |
| ---- | --------------------------------- | ----------- | ------------------------------------------------- |
| 1    | Marileidy Paulino Rep. Dominicana | 49"49       | 21 maggio 2022 La Nucia, Spagna                   |
| 2    | Charokee Young Giamaica           | 49"87       | 16 aprile 2022 Gainesville, Stati Uniti d'America |
| 3    | Shaunae Miller-Uibo Bahamas       | 49"91       | 16 aprile 2022 Gainesville, Stati Uniti d'America |

## Risultati

### Batterie
I primi 3 di ogni batteria (Q) e i 6 tempi migliori tra gli esclusi (q) si qualificano alle semifinali.
| Pos. | Batteria | Atleta                    | Nazionalità     | Tempo | Note |
| ---- | -------- | ------------------------- | --------------- | ----- | ---- |
| 1    | 2        | Stephenie Ann McPherson   | Giamaica        | 50"15 | Q    |
| 2    | 2        | Natalia Kaczmarek         | Polonia         | 50"21 | Q    |
| 3    | 2        | Lieke Klaver              | Paesi Bassi     | 50"24 | Q    |
| 4    | 6        | Anna Kiełbasińska         | Polonia         | 50"63 | Q    |
| 5    | 4        | Marileidy Paulino         | Rep. Dominicana | 50"76 | Q    |
| 6    | 6        | Candice McLeod            | Giamaica        | 50"78 | Q    |
| 7    | 3        | Sada Williams             | Barbados        | 51"05 | Q    |
| 8    | 6        | Victoria Ohuruogu         | Regno Unito     | 51"07 | Q    |
| 9    | 1        | Shaunae Miller-Uibo       | Bahamas         | 51"10 | Q    |
| 10   | 2        | Nicole Yeargin            | Regno Unito     | 51"17 | q    |
| 11   | 5        | Fiordaliza Cofil          | Rep. Dominicana | 51"19 | Q    |
| 12   | 3        | Modesta Justė Morauskaitė | Lituania        | 51"27 | Q    |
| 13   | 3        | Ama Pipi                  | Regno Unito     | 51"32 | Q    |
| 14   | 5        | Talitha Diggs             | Stati Uniti     | 51"54 | Q    |
| 15   | 2        | Cátia Azevedo             | Portogallo      | 51"55 | q    |
| 16   | 6        | Lada Vondrová             | Rep. Ceca       | 51"55 | q    |
| 17   | 4        | Rhasidat Adeleke          | Irlanda         | 51"59 | Q    |
| 18   | 4        | Lynna Irby                | Stati Uniti     | 51"78 | Q    |
| 19   | 3        | Charokee Young            | Giamaica        | 51"84 | q    |
| 20   | 5        | Roxana Gómez              | Cuba            | 51"85 | Q    |
| 21   | 1        | Aliyah Abrams             | Guyana          | 51"98 | Q    |
| 22   | 1        | Gabby Scott               | Porto Rico      | 52"05 | Q    |
| 23   | 2        | Tábata de Carvalho        | Brasile         | 52"17 | q    |
| 24   | 1        | Susanne Walli             | Austria         | 52"18 | q    |
| 25   | 4        | Gunta Vaičule             | Lettonia        | 52"21 |      |
| 26   | 3        | Sophie Becker             | Irlanda         | 52"24 |      |
| 27   | 1        | Paola Morán               | Messico         | 52"28 |      |
| 28   | 6        | Natassha McDonald         | Canada          | 52"41 |      |
| 29   | 4        | Lauren Gale               | Canada          | 52"46 |      |
| 30   | 1        | Kendall Ellis             | Stati Uniti     | 52"55 |      |
| 31   | 3        | Camille Laus              | Belgio          | 52"56 |      |
| 32   | 3        | Eveline Saalberg          | Paesi Bassi     | 52"59 |      |
| 33   | 4        | Anita Horvat              | Slovenia        | 52"67 |      |
| 34   | 5        | Alice Mangione            | Italia          | 52"72 |      |
| 35   | 6        | Tiffani Marinho           | Brasile         | 52"80 |      |
| 36   | 4        | Imaobong Nse Uko          | Nigeria         | 52"80 |      |
| 37   | 2        | Niddy Mingilishi          | Zambia          | 52"84 |      |
| 38   | 5        | Silke Lemmens             | Svizzera        | 52"86 |      |
| 39   | 5        | Aiyanna Stiverne          | Canada          | 53"07 |      |
| 40   | 5        | Naomi Van Den Broeck      | Belgio          | 53"16 |      |
| 41   | 1        | Miranda Coetzee           | Sudafrica       | 53"30 |      |
| 42   | 6        | Shereen Vallabouy         | Malaysia        | 53"57 |      |
| 43   | 6        | Rosie Elliott             | Nuova Zelanda   | 54"92 |      |

### Semifinali
I primi 2 di ogni semifinale (Q) e i 2 tempi migliori tra gli esclusi (q) si qualificano alla finale.
| Pos. | Batteria | Atleta                    | Nazionalità     | Tempo | Note                          |
| ---- | -------- | ------------------------- | --------------- | ----- | ----------------------------- |
| 1    | 1        | Shaunae Miller-Uibo       | Bahamas         | 49"55 | Q                             |
| 2    | 3        | Marileidy Paulino         | Rep. Dominicana | 49"98 | Q                             |
| 3    | 1        | Candice McLeod            | Giamaica        | 50"05 | Q                             |
| 4    | 3        | Sada Williams             | Barbados        | 50"12 | Q                             |
| 5    | 2        | Fiordaliza Cofil          | Rep. Dominicana | 50"14 | Q                             |
| 6    | 2        | Lieke Klaver              | Paesi Bassi     | 50"18 | Q                             |
| 7    | 2        | Stephenie Ann McPherson   | Giamaica        | 50"56 | q                             |
| 8    | 1        | Anna Kiełbasińska         | Polonia         | 50"65 | q                             |
| 9    | 1        | Rhasidat Adeleke          | Irlanda         | 50"81 |                               |
| 10   | 3        | Talitha Diggs             | Stati Uniti     | 50"84 |                               |
| 11   | 1        | Victoria Ohuruogu         | Regno Unito     | 50"99 | Miglior prestazione personale |
| 12   | 1        | Lynna Irby                | Stati Uniti     | 51"00 |                               |
| 13   | 3        | Roxana Gómez              | Cuba            | 51"12 |                               |
| 14   | 2        | Nicole Yeargin            | Regno Unito     | 51"22 |                               |
| 15   | 2        | Natalia Kaczmarek         | Polonia         | 51"34 |                               |
| 16   | 3        | Charokee Young            | Giamaica        | 51"41 |                               |
| 17   | 3        | Lada Vondrová             | Rep. Ceca       | 51"47 |                               |
| 18   | 2        | Aliyah Abrams             | Guyana          | 51"79 |                               |
| 19   | 1        | Cátia Azevedo             | Portogallo      | 51"79 |                               |
| 20   | 2        | Gabby Scott               | Porto Rico      | 51"97 |                               |
| 21   | 3        | Modesta Justė Morauskaitė | Lituania        | 52"19 |                               |
| 22   | 3        | Ama Pipi                  | Regno Unito     | 52"28 |                               |
| 23   | 2        | Susanne Walli             | Austria         | 52"37 |                               |
| 24   | 1        | Tábata de Carvalho        | Brasile         | 52"42 |                               |

### Finale
| Pos.    | Atleta                  | Nazionalità     | Tempo | Note                                    |
| ------- | ----------------------- | --------------- | ----- | --------------------------------------- |
| Oro     | Shaunae Miller-Uibo     | Bahamas         | 49"11 | Miglior prestazione mondiale stagionale |
| Argento | Marileidy Paulino       | Rep. Dominicana | 49"60 |                                         |
| Bronzo  | Sada Williams           | Barbados        | 49"75 | Record nazionale                        |
| 4       | Lieke Klaver            | Paesi Bassi     | 50"33 |                                         |
| 5       | Stephenie Ann McPherson | Giamaica        | 50"36 |                                         |
| 6       | Fiordaliza Cofil        | Rep. Dominicana | 50"57 |                                         |
| 7       | Candice McLeod          | Giamaica        | 50"78 |                                         |
| 8       | Anna Kiełbasińska       | Polonia         | 50"81 |                                         |